# Witalij Nedilko
Witalij Mychajłowycz Nedilko, ukr. Віталій Михайлович Неділько (ur. 21 sierpnia 1982 w miejscowości Sachnowszczyna, w obwodzie charkowskim) – ukraiński piłkarz, grający na pozycji bramkarza.

## Kariera piłkarska

### Kariera klubowa
Karierę piłkarską rozpoczął w amatorskiej drużynie Słowchlib Słowiańsk, skąd na początku 2003 przeniósł się do Wołyni Łuck. Najpierw występował w drugiej drużynie Wołyni, zwanej Kowel-Wołyń Kowel, a 24 maja 2003 debiutował w Wyższej Lidze. W maju 2004 również bronił barw farm klubu Ikwa Młynów. Jesienią 2006 został wypożyczony do Tawrii Symferopol, ale nie zagrał żadnego meczu i powrócił do Wołyni. Po zakończeniu sezonu 2011/12 opuścił klub z Łucka, ale już w sierpniu 2012 po odejściu Denysa Szelichowa został przywrócony do pierwszego składu Wołyni.

## Sukcesy i odznaczenia

### Sukcesy klubowe
- wicemistrz Pierwszej Lihi Ukrainy: 2010